# 伊藤正道
伊藤 正道（いとう まさみち、1956年12月15日 - 2012年2月17日）は、日本の絵本作家・イラストレーター。

## 来歴
1956年に横浜市に生まれ、中学生の頃に家族で鎌倉市に移り住む。高校卒業後にイラストレーターの仕事に就くが、父の死去を機に早稲田大学社会科学部に入学。1982年、同学を卒業し、その年に初の個展を開く。絵本の他、広告やパッケージデザインなどの商業デザインにも数多く携わった。2002年には鎌倉・稲村ガ崎にアトリエと私設ギャラリーを備えたgiogio factoryを開設した。
2012年2月17日、死去。享年55。

## 作品
少年と犬や老人が織りなす、明るい色彩の作風が特徴で、企業の広告などにも採用されている。

### 絵本
特記なきものは本文・作画とも伊藤正道
- 『カヌーの旅』 1990年、ウオカーズカンパニー ISBN 9784872131802
- 『あかちゃんじゃないもん「ひとりでできたよ」』 1990年、アスク講談社 ISBN 9784061891876
- 『タイニイ・トゥインクルのふしぎな ともだち』（作：なぎともこ）1990年、BL出版 ISBN 9784892389160
- 『ひめりんごの木の下で』（作：安房直子）1993年、クレヨンハウス ISBN 9784906379347
- 『タイニイ・トゥインクルとおかしの島』（作：なぎともこ）1994年、BL出版 ISBN 9784892388576
- 『マフィーくんとジオじいさん』 2000年、小学館 ISBN 9784097272151
- 『大きな古時計』 2003年、白泉社 ISBN 9784592761013
- 『いとしのリトルブルー』（作：松園直美）2004年、主婦の友社 ISBN 9784072435991
- 『僕への小さな旅』 2006年、ポプラ社 ISBN 9784591094358
- 『マフィーくんとジオじいさんふしぎなぼうし』 2008年、小学館 ISBN 9784097263487
- 『ゆきダルムくん』 2008年、教育画劇 ISBN 9784774611112
- 『じどうしゃアーチャー』（作：片平直樹）2009年、教育画劇 ISBN 9784774611273
- 『まだかな まだかな』 2017年、偕成社 ISBN 9784032324709
- 『マフィー＆ジオ 空とぶレシピ』（文：石津ちひろ）2018年、BL出版 ISBN 9784776408338

### 商業デザイン
- 大阪ガス
- きらら397（マスコットキャラクター）
- 泉州銀行
- JTB[1]
- 谷山浩子『しっぽのきもち』（CDジャケット）[5]
- 住友製薬 「ルーラン」[6]
- ミスタードーナツ（プレミアムグッズ）